# Thorleif Windingstad
Thorleif Windingstad (Østre Slidre, 3 oktober 1842 – Sandefjord, 18 oktober 1923) was een Noors organist en componist.
Thorleif Olsen Windingstad was gehuwd met Elise Kristoffersen (geboren, Sandefjord, 15 maart 1866). Zij kregen vijf kinderen waaronder Ole Windingstad, de latere Amerikaanse dirigent. Windingstad was naast organist in de plaatselijke kerk ook leraar. Hij oefende voorts het burgemeesterschap van Sandefjord uit in 1892.
Van zijn hand verscheen in het najaar van 1917 een Romance for violin eller cello og piano . Een werkje in adagiotempo en in zesachtste maat.